# Saint-Jean-de-Cornies
Saint-Jean-de-Cornies è un comune francese di 680 abitanti situato nel dipartimento dell'Hérault nella regione dell'Occitania.

## Società

### Evoluzione demografica
Abitanti censiti